# Hold Me Closer
A Hold Me Closer (magyarul: Ölelj szorosabban) Cornelia Jakobs svéd énekesnő dala, mellyel Svédországot képviselte a 2022-es Eurovíziós Dalfesztiválon Torinóban. A dal 2022. március 12-én, a svéd nemzeti döntőben, a Melodifestivalenben megszerzett győzelemmel érdemelte ki a dalversenyen való indulás jogát.

## Eurovíziós Dalfesztivál

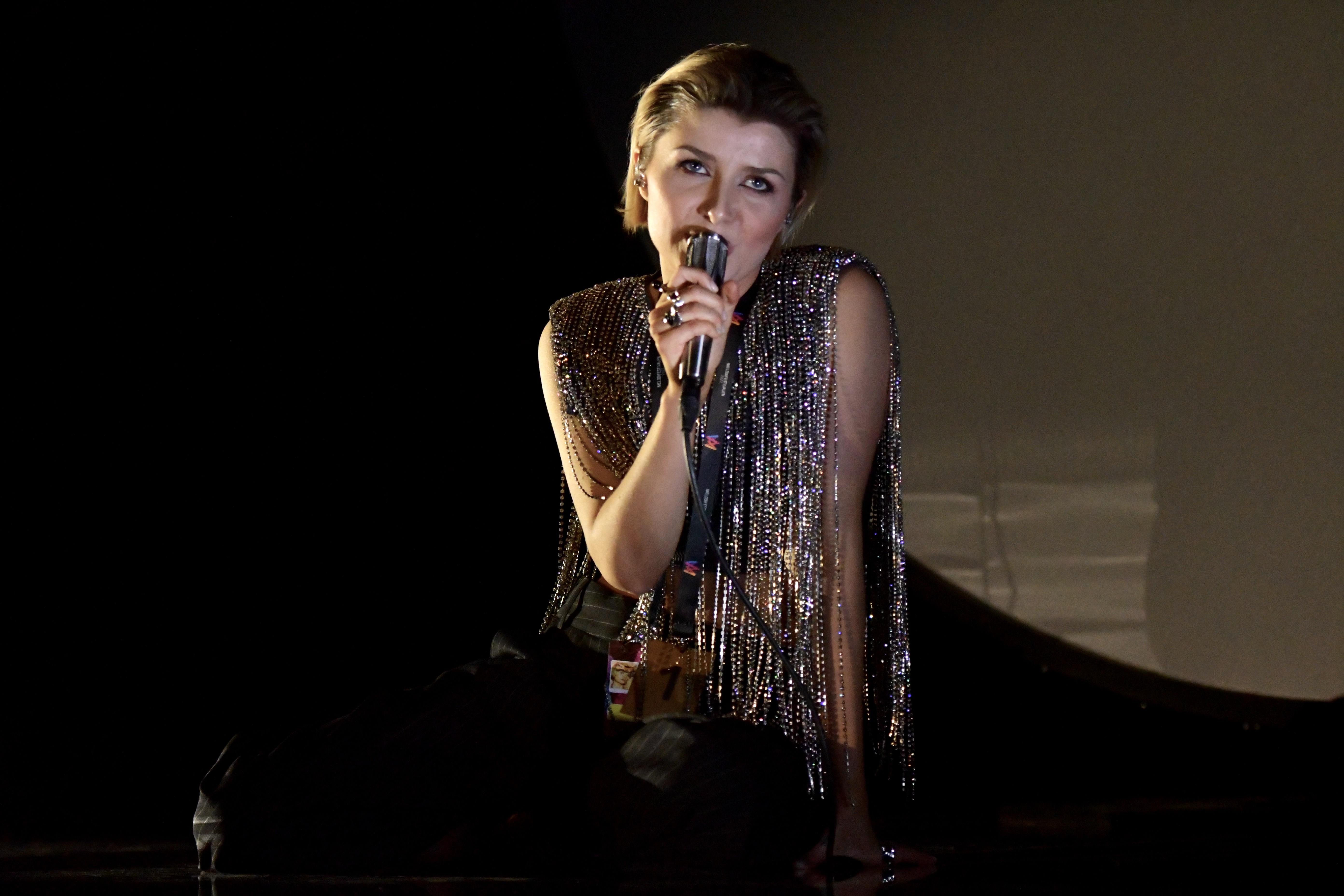
Cornelia Jakobs a Melodifestivalen első elődöntőjében

2021. november 26-án vált hivatalossá, hogy az énekesnő alábbi dala is bekerült a 2022-es svéd eurovíziós nemzeti válogató mezőnyébe. A dalt először a műsor első válogatójában, 2022. február 5-én adta elő. A válogatóban a nézők szavazatai alapján a szavazás első fordulójában első helyen végzett, így automatikusan a döntőbe jutott tovább. A március 12-én megrendezett döntőben a nemzetközi zsűri szavazáson első helyen végzett 74 ponttal, míg a nézői szavazáson második helyezett lett 70 ponttal, így összesítésben 146 pontot sikerült szereznie, amellyel megnyerte a versenyt, így ő képviselheti Svédországot az Eurovíziós Dalfesztiválon.
A dalfesztivál előtt Londonban és Madridban eurovíziós rendezvényeken népszerűsítette versenydalát. Eredetileg az Amszterdamban megrendezett eseményen is részt vett volna, de nem sokkal előtte pozitív lett a PCR-tesztje, így nem tudott megjelenni. Emellett a litván köztévében jelent meg személyesen egy interjúra.
Az Eurovíziós Dalfesztiválon a dalt először a május 12-én rendezendő második elődöntőben adta elő fellépési sorrend szerint tizenhetedikként a Belgiumot képviselő Jérémie Makiese Miss You című dala után és a Csehországot képviselő We Are Domi Lights Off című dala előtt. Az elődöntőből első helyezettként sikeresen továbbjutott a május 14-i döntőbe, ahol fellépési sorrendben huszadikként lépett fel, a Moldovát képviselő Zdob și Zdub & Advahov Brothers Trenulețul című dala után és az Ausztráliát képviselő Sheldon Riley Not the Same című dala előtt. A szavazás során a zsűri szavazáson összesítésben második helyen végzett 258 ponttal (az Egyesült Királyságtól, Észtországtól, Finnországtól, Izlandtól és Izraeltől maximális pontot kapott), míg a nézői szavazáson hatodik helyen végzett 180 ponttal, így összesítésben 432 ponttal a verseny negyedik helyezettje lett.